# Garypus
Genre
Garypus est un genre de pseudoscorpions de la famille des Garypidae.

## Distribution
Les espèces de ce genre se rencontrent en Océanie, en Asie, en Amérique, en Afrique et en Europe du Sud.

## Habitat
Les espèces de ce genre se rencontrent sur le littoral sauf Garypus armeniacus.

## Description
La plus grande espèce connue en France est Garypus beauvoisii, une espèce méditerranéenne qui atteint une envergure de 6 à 7 mm.

## Liste des espèces
Selon Pseudoscorpions of the World (version 3.0) :
- Garypus armeniacus Redikorzev, 1926
- Garypus beauvoisii (Audouin, 1826)
- Garypus bonairensis Beier, 1936
- Garypus darsahensis Mahnert, 2007
- Garypus decolor Muchmore, 1991
- Garypus floridensis Banks, 1895
- Garypus giganteus Chamberlin, 1921
- Garypus gracilis Lee, 1979
- Garypus insularis Tullgren, 1907
- Garypus krusadiensis Murthy & Ananthakrishnan, 1977
- Garypus levantinus Navás, 1925
- Garypus longidigitus Hoff, 1947
- Garypus maldivensis Pocock, 1904
- Garypus marmoratus Mahnert, 1982
- Garypus nicobarensis Beier, 1930
- Garypus occultus Mahnert, 1982
- Garypus ornatus Beier, 1957
- Garypus pallidus Chamberlin, 1923
- Garypus saxicola Waterhouse, 1878
- Garypus sini Chamberlin, 1923
- Garypus titanius Beier, 1961
- Garypus viridans Banks, 1909

et décrites depuis :
- Garypus dissitus Harvey, 2020
- Garypus ellickae Sherwood, Grignet, Harvey, Sharp, Wilkins, Ashmole & Ashmole, 2024
- Garypus granosus Mahnert, 2014
- Garypus latens Harvey, 2020
- Garypus malgaryungu Harvey, 2020
- Garypus necopinus Harvey, 2020
- Garypus postlei Harvey, 2020
- Garypus ranalliorum Harvey, 2020
- Garypus realini Hummelinck, 1948
- Garypus reong Harvey, 2020
- Garypus sanasai Lin & Chang, 2022
- Garypus schwendingeri Harvey, 2021
- Garypus weipa Harvey, 2020
- Garypus wilsoni Lin & Chang, 2022
- Garypus withi Hoff, 1946
- Garypus yeni Harvey, 2020

Garypus californicus, Garypus guadalupensis et Garypus japonicus ont été placées dans le genre Anchigarypus par Harvey, Hillyer, Carvajal et Huey en 2020.

## Systématique et taxinomie
Ce genre a été décrit par L. Koch en 1873.

## Publication originale
- L. Koch, 1873 : Uebersichtliche Dartstellung der Europäischen Chernetiden (Pseudoscorpione). Bauer und Raspe, Nürnberg, p. 1-68 (texte intégral).